# Llista de mòmies reials egípcies
La següent llista mostra les mòmies egípcies conegudes de faraons i dels membres de la seva família. Algunes d'aquestes mòmies es troben notablement intactes, mentre que d'altres van ser danyades pels saquejadors de tombes i per les condicions ambientals.

## Mòmies identificades
| Nom                  | Any de la mort  | Dinastia   | Sexe | Any descobriment | Imatge | Comentari |
| -------------------- | --------------- | ---------- | ---- | ---------------- | ------ | --- |
| Aah-Hotep II         | 1505 aC (aprox) | XVII       | dona | 1858             |        | La seva mòmia va ser destruïda el 1859 |
| Aixait               | s. XXI aC       | XI         | dona | --               |        | Reina del faraó Mentuhotep II. El sarcòfag de pedra on va ser enterrada és un dels artefactes més valuosos del període. Al seu interior hi havia un taüt de fusta amb el cos de la reina. també s'hi va trobar una estàtua de fusta. La mòmia, el sarcòfag de pedra calcària i el de fusta es troben ara al museu egipci del Caire. |
| Amenemhat            | s. XV aC        | XVIII      | home | --               | --     | Amenemhat fou un príncep de la XVIII dinastia d'Egipte; el fill del faraó Tuthmosis IV. Està representat a la tomba de TT64 de Tebes, que és la tomba dels tutors reials Heqareshu i el seu fill Heqaerneheh. Va morir jove i va ser enterrat a la tomba del seu pare a la vall dels Reis (KV43), juntament amb el seu pare i una germana anomenada Tentamun. Allí s'hi van trobar els seus vasos canòpics i la possible mòmia. |
| Amenemope            | 992 o 984 aC    | XXI        | home | 1946             |        | Tot i que la tomba va ser descoberta el 1940, la seva mòmia no es va trobar fins al final de la Segona Guerra Mundial. La mòmia es va trobar amb diverses joies i dues màscares funeràries que ara estan exposades al Museu del Caire |
| Amenemopet           | --              | XVIII      | dona | 1857             | --     | La mòmia d'Amenemopet va ser enterrada a l'amagatall del Xeikh Abd el-Qurna, on va ser descoberta el 1857. |
| Amenofis I           | 1506 o 1504 aC  | XVIII      | home | --               |        | La seva mòmia es va traslladar en algun moment de la dinastia XX o XXI per seguretat, i probablement més d'una vegada. La mòmia d'Amenofis I presenta una màscara facial exquisida que ha fet que el seu cos no hagi estat desembolicat pels egiptòlegs moderns. |
| Amenofis II          | 1401 o 1397 aC  | XVIII      | home | 1898             |        | Fou enterrat a la Vall dels Reis a la tomba KV35. Fou la primera tomba trobada en la que el faraó encara era al seu sarcòfag; a la tomba els sacerdots hi havien amagat altres mòmies reials. |
| Amenofis III         | 1353 o 1351 aC  | XVIII      | home | 1898             |        | La seva mòmia (en molt mal estat de conservació), es va descobrir a prop de la tomba d'Amenofis II després que durant la Dinastia XX s'hagués traslladat per a protegir-la de robatoris. La revista National Geographic va publicar l'any 2010 un estudi on es corroborava la identitat d'aquesta i altres mòmies gràcies a una anàlisi d'ADN realitzat a la mòmia de Tutankamon. |
| Amosis (princesa)    | s. XVI aC       | XVII       | dona | 1903-1905        |        | La princesa Amosis va ser enterrada a la tomba QV47 a la vall de les Reines. La seva mòmia va ser descoberta per Ernesto Schiaparelli durant les excavacions del 1903-1905. |
| Amosis I             | 1525 aC         | XVIII      | home | 1881             |        | La mòmia d'Amosis I va ser descoberta el 1881 a la tomba TT320 de Deir el-Bahari. El seu nom es va trobar més tard escrit en jeroglífics quan la mòmia es va desembolicar. El cos presentava signes d'haver estat saquejat en època antiga, ja que li havien separat el cap del cos i li havien trencat el nas. |
| Amosis-Henutemipet   | s. XV aC        | XVII/XVIII | dona | 1881             |        | Amosis-Henutemipet es va trobar el 1881 a la tomba TT320. Les seves restes es van trobar força malmeses, probablement a causa dels saquejadors de tombes. |
| Amosis-Henuttamehu   | s. XV aC        | XVII/XVIII | dona | 1881             |        | Amosis-Henuttamehu es va trobar el 1881 a la tomba TT320. Igual que Amosis-Henutemipet, era una dona gran quan va morir, ja que tenia les dents molt desgastades. |
| Amosis-Meritamon     | s. XVI aC       | XVII       | dona | 1881             |        | Amosis-Meritamon prové de la tomba TT320. Igual que d'altres mòmies de la mateixa època, es va trobar que estava molt malmesa pels saquejadors de tombes. Els exàmens forenses van observar que va patir una ferida al cap abans de morir, possible resultat de caure enrere. |
| Amosis-Meritamon     | 1504 aC         | XVIII      | dona | 1930             |        | Durant el regnat de Pinedjem I aquesta mòmia va ser reembolicada acuradament. |
| Amosis-Inhapi        | s. XVI aC       | XVII/XVIII | dona | 1881             |        | La mòmia es va trobar al taüt exterior de Rai, la mainadera de la reina Amosis-Nefertari. La seva pell encara estava present i no es va trobar cap evidència de sal. El cos estava ruixat amb fusta en pols aromàtica i s'embolicava en roba empapada de resina. |
| Amosis-Sitamun       | s. XVI aC       | XVIII      | dona | --               | --     | Amosis-Sitamun va ser enterrada a la tomba TT320. En algun moment va ser traslladada al museu egipci del Caire on es troba avui. |
| Amosis-Sitkamose     | s. XVI aC       | XVII/XVIII | dona | 1881             |        | La mòmia de Sitkamose es va descobrir el 1881 a la tomba TT320 de Deir el-Bahari. Gaston Maspero la va desembolicar el 19 de juny de 1886 i va trobar que estava malmesa pels saquejadors de tombes. Sitkamose tenia uns trenta anys quan va morir, Grafton Eliot Smith la va descriure com una dona de constitució forta, gairebé masculina. |
| Amosis-Tumerisi      | s. XVI aC       | XVII       | dona | --               | --     | Amosis-Tumerisi va ser una princesa de finals de la dinastia XVII. Com que els seus títols eren "filla del rei" i "germana del rei", és probable que fos una filla del faraó Seqenenre Tao i una germana del faraó Amosis I. El seu nom es coneix perquè apareix escrit al seu taüt, avui conservat a l'Hermitage de Sant Petersburg. La seva mòmia va ser trobada a la fossa MMA 1019 a Xeikh Abd el-Qurna. |
| Djedkare Isesi       | 2380 aC         | V          | home | anys 1940        |        | Va ser enterrat en una piràmide. A la cambra funerària, revestida amb pedra calcària fina de Tura, es va trobar restes d'un cos, suposadament el del faraó, que correspon a un home d'almenys 50 anys. |
| Duathathor-Henuttaui | s. XI aC        | XX         | dona | --               |        | La seva mòmia es va trobar a la tomba TT320 de Deir el-Bahari juntament amb diversos membres de la seva família immediata. Se sap que primer la van sepultar en una altra part, l'emplaçament del qual s'ignora, i que després va ser traslladada en aquest lloc. Actualment se troba al Museu Egipci de El Caire. |
| Henhenet             | s. XXI aC       | XI         | dona | --               |        | Fou una esposa secundària del faraó Mentuhotep I. A diferència de l'exterior dels sarcòfags de les altres reines, el seu no va ser decorat amb relleus, només té una línia d'inscripcions a banda i banda. El cos mostra que va morir de part. La seva mòmia es troba en el Museu Egipci del Caire i el seu sarcòfag al Museu Metropolità Nova York. |
| Henuttaui C          | --              | XXI        | dona | 1923-19̈24        |        | Henuttaui va morir pels volts dels 70 anys, i va ser enterrada a la necròpolis de Deir el-Bahari, prop del temple mortuori de Hatxepsut. La seva tomba (MMA 60) havia estat saquejada. El 1923-24 una expedició dirigida per Herbert E. Winlock la va descobrir. La mòmia, els taüts i part de l'aixovar funerari es van dur al Museu d'Art Metropolità de Nova York, on s'exposen avui en dia. |
| Hornakht             | --              | XXII       | home | 1942             |        | Hornakht va ser fill del faraó Osorkon II. Segons l'anàlisi del seu esquelet realitzat el 1942 pel doctor Douglas Derry, va morir quan tenia 8 o 9 anys. Les restes van mostrar algunes peculiaritats, com un crani inusualment gran i desenvolupat per a la seva edat, la presència d'un parell de costelles cervicals i una vèrtebra lumbar anormal; tot i així, Derry va excloure que aquestes anomalies li haguessin provocat la mort prematura. Una part de la cara havia estat danyada pels embalsamadors durant l'extracció del cervell pel nas. |
| Hatxepsut            | 1458 aC         | XVIII      | dona | 1903             |        | El juny de 2007, un grup de científics del Museu d'Antiguitats Egípcies de El Caire, encapçalats per l'aleshores cap del Consell Suprem d'Antiguitats, Zahi Hawass, va fer públic que havien aconseguit determinar la identitat d'una de les mòmies que tenien al soterrani del museu; tal com se sospitava, la que es pensava que era la mòmia de l'assistenta personal de la reina, Sitre, és en realitat la mòmia de Hatxepsut. |
| Isetemkheb D         | 980 aC          | XXI        | dona | 1881             |        | Esposa de Pinedjem II. La mòmia i els sarcofags d'Isetemkheb es van trobar a l'amagatall reial TT320 de Deir el-Bahari a Tebes. La mòmia d'Istemkheb mai ha estat desembolicada. Les radiografies preses per Harris i Weeks revelen un petit nombre d'articles encara in situ sota el sudari i embenats d'Isemkheb D. Harris i Weeks esmenten específicament un petit amulet al coll d'Isemkheb, un altre al braç dret i un al front. Les radiografies també revelen que Isemkheb D patia d'artritis als genolls i tenia càries. El seu cos es va trobar al seu conjunt de sarcòfags originals (taüt doble - CG 61031). Tot i que el taüt exterior estava intacte, al taüt interior i al tauler del taüt els faltaven les mans i rostres daurats. |
| Itaueret             | s. XIX aC       | XII        | dona | 1894             | --     | Princesa de paternitat discutida (Amenemhet II?). La mòmia d'Itaueret va ser trobada amb un ric aixovar. La seva tomba no havia estat saquejada. |
| Kamosis              | 1550 aC         | XVII       | home | 1857             | --     | El 1857, la mòmia de Kamosis va aparèixer amagada en una pila de restes. Els egiptòlegs Auguste Mariette i Heinrich Brugsch van assenyalar que la mòmia estava en molt mal estat. |
| Khenmet              | s. XIX aC       | XII        | dona | 1894             | --     | Princesa de paternitat discutida (Amenemhet II?). La mòmia de Khenmet va ser trobada amb un ric aixovar. La seva tomba no havia estat saquejada. |
| Maatkare Mutemhat    | s. XI aC        | XXI        | dona | 1881             |        | Era filla de Pinedjem I i va exercir de sacerdotessa com a Esposa del déu Amon. Van trobar la seva mòmia a l'amagatall de Deir el-Bahari, a la tomba DB320. |
| Masaharta            | c. 1046 aC      | XXI        | home | --               |        | Masaharta va ser Summe Sacerdot d'Amon a Tebes de 1054 al 1045 aC. La seva mòmia es va trobar a l'amagatall de Deir el-Bahri juntament amb diversos membres de la família; avui es troba al Museu de la momificació de Luxor. |
| Merenre I            | 2273 aC         | VI         | home | 1881             |        | Fou enterrat en un complex amb piràmide al sud de Saqqara anomenat piràmide brillant i bonica de Merenre o la piràmide bonica del brillant Merenre. Dins, s'hi va trobar una mòmia que se suposa que li correspon, i que és la més antiga que s'ha trobat completa. Aquesta mòmia és actualment al Museu d'Antiguitats Egípcies del Caire pendent d'una anàlisi amb mètodes moderns. |
| Merneptah            | 1203 aC         | XIX        | home | 1898             |        | Va ser enterrat a la tomba KV8 de la Vall dels Reis. Victor Loret va trobar la mòmia en un dipòsit de mòmies a la tomba d'Amenhotep II (KV35). L'éstudi dut a terme el 1907 pe Grafton Elliot Smithva revelar que Merneptah feia 1,71 m d'alt, era obès i va morir vell. |
| Mutnedjmet           | 1319 o 1332 aC  | XVIII      | dona | --               | --     | |
| Nauny                | s. XI aC        | XXI        | dona | --               | --     | Winlock i Derry van examinar-ne la mòmia el 1929 o 1930. Nauny era baixeta (aproximadament 1,45 m) i grossa. Tenia aproximadament 70 anys quan va morir. |
| Nebetia              | s. XIV aC       | XVIII      | dona | 1857             | --     | Neta del faraó Tutmosis IV i filla del príncep Siatum. L'etiqueta de mòmia, que estableix el seu títol i el nom del seu pare, és una de les dues fonts existents que tenim de Siatum. La mòmia de Nebetia, juntament amb diverses altres, havia estat enterrada durant la XXI dinastia a l'amagatall de Sheikh Abd el-Qurna, però la tomba va ser saquejada abans del seu descobriment el 1857. |
| Neferefre            | 2460 aC         | V          | home | --               | --     | Es van descobrir restes humanes momificades disperses a la part est de la cambra funerària de la seva piràmide. Aquestes restes eren una mà esquerra, una clavícula esquerra encara coberta de pell, fragments de pell probablement del front, la parpella superior, el peu esquerre i alguns ossos. Aquestes restes estaven relacionades arqueològicament amb les peces trencades del sarcòfag i el que quedava de l'aixovar funerari del rei, cosa que suggereix que podrien pertànyer a Neferefre. |
| Nesitanebetaixru     | s. X aC         | XXI        | dona | 1881             |        | La seva mòmia va ser trobada en la tomba TT320 de Deir el-Bahari el 1881 i ara es troba en el Museu Egipci del Caire. |
| Neskhons             | s. X aC         | XXI        | dona | 1886             |        | El cadàver va ser parcialment desembolicat per Gaston Maspero el 27 de juny de 1886; vint anys després, G. Elliot Smith en va treure la resta dels embolcalls. Neskhons no tenia cap pèl gris, per la qual cosa és probable que morís jove; segons Smith, en el moment de la seva mort estava embarassada o va morir en el part. |
| Nodjmet              | s. XI aC        | XX i XXI   | dona | 1881             |        | La seva mòmia va ser descoberta a l'amagatall de Deir el-Bahari (TT320). El cos és el d'una dona gran. Havia estat embalsamada amb una nova tècnica de momificació que implicava l'ús d'ulls falsos i l'embalatge de les extremitats. El cor encara estava al seu lloc dins del seu cos. |
| Nubhetepti-khered    | s. XVIII aC     | XIII       | dona | 1894             |        | L'arqueòleg francès Jacques de Morgan va trobar el seu cos al complex funerari d'Amenemhet III a Dashur. |
| Pentauer             | 1155 aC         | XX         | home | --               |        | Proves recents mitjançant l'estudi d'ADN suggereixen que la mòmia anomenada "Home desconegut E" (Unknown Man E) pertany a Pentauer. Aquesta mòmia reposava a l'amagatall de mòmies reials de Deir el-Bahari (tomba TT320). |
| Psusennes I          | 1001 aC         | XXI        | home | 1940             |        | Pierre Montet va descobrir la tomba intacta (NRT III) a Tanis el 1940. El Dr. Douglass Derry, del departament d'anatomia de la Universitat del Caire, va examinar el cos el 1940, i va determinar que va morir de vell. Va notar que les seves dents estaven malament i plenes de cavitats i va poder constatar que el rei patia d'artritis i segurament anava coix els darrers anys. |
| Ramsès I             | 1290 aC         | XIX        | home | 1817             |        | Ramsès I fou enterrat en una petita tomba coneguda com a KV16 a la Vall dels Reis a Tebes; la tomba fou descoberta per l'egiptòleg Belzoni el 10 d'octubre de 1817. |
| Ramsès II            | 1213 aC         | XIX        | home | 1881             |        | |
| Ramsès III           | 1155 aC         | XX         | home | 1886             |        | Va ser enterrat a la vall dels reis a la tomba KV11, que fou descoberta per James Bruce el 1769. Una anàlisi antropològica feta el 2012 va estipular que Ramsès III va morir degollat. |
| Ramsès IV            | 1149 aC         | XX         | home | 1898             |        | Va ser enterrat a la Vall dels Reis, a la tomba KV2, però el seu cos no es va trobar a aquest lloc sinó a l'ossera de la tomba d'Amenhotep II (KV35). |
| Ramsès V             | 1145 aC         | XX         | home | 1898             |        | |
| Ramsès VI            | 1137 aC         | XX         | home | 1898             |        | |
| Ramsès IX            | 1111 aC         | XX         | home | 1881             | --     | El van enterrar a la tomba KV6 de la Vall dels Reis. El faraó Pinedjem II, va fer traslladar la mòmia de Ramsès IX de la Vall dels Reis a l'amagatall de Deir al-Bahari (DB320), on hi fou trobada el 1881. |
| Ranefer              | s. XXVII aC     | IV         | home | --               | --     | El cos de Ranefer és la millor representació de les tècniques de momificació que es practicaven durant el Regne Antic. El seu cos estava orientat a l'est i estava modelat i pintat. Els cabells de la mòmia estaven pintats de negre, les celles i els ulls de verd, mentre que la boca la tenia pintada de vermell. Els seus genitals també es van modelar acuradament, el cervell es va mantenir al crani i les seves vísceres es van trobar en un vas canopi. |
| Seixeixet            | s. XXIV aC      | VI         | dona | 2009             | --     | Va ser la mare del faraó Teti. Va ser enterrada a la necròpolis de Saqqara. La seva tomba havia estat saquejada i les seves restes estaven molt malmeses. Al sarcòfag hi havia el crani, la pelvis i les cames, tot embolcallat en lli. |
| Seqenenre Tao        | 1555 aC (aprox) | XVII       | home | 1881             |        | La mòmia de Tao es va descobrir a l'amagatall de Deir el-Bahri. Va ser enterrat juntament amb els reis de les dinasties posterior XVIII i XIX: Amosis I (el seu segon fill), Amenofis I, Tuthmosis I, Tuthmosis II, Tuthmosis III, Ramsès I, Seti I, Ramsès II i Ramsès IX. |
| Seti I               | 1279 aC         | XIX        | home | 1881             |        | Va ser enterrat a la tomba KV17 de la Vall dels Reis. La seva mòmia, restaurada dues vegades (vers 1075 aC i vers 1050 aC), va ser trobada al dipòsit de mòmies de Deir al-Bahri. El seu cor es va trobar al costat dret. S'exposa al Museu del Caire. |
| Seti II              | 1193 aC         | XIX        | home | 1908             |        | Seti II va ser enterrat, com era tradició, en una tomba a la Vall dels Reis, actualment coneguda com KV15. Tanmateix la seva mòmia va ser posada fora de perill dels lladres de tombes durant la dinastia XXI a l'amagatall de la tomba d'Amenhotep II (KV35) |
| Siamun               | s. XVI aC       | XVIII      | home | 1881             |        | Fill del faraó Amosis I i d'Amosis Nefertari. La seva mòmia va ser trobada a l'amagatall de Deir el-Bahari i ara es troba al Museu Egipci del Caire. |
| Siptah               | 1191 aC         | XIX        | home | 1898             |        | Va ser enterrat a la tomba KV47 de la Vall dels Reis. Un examen de la mòmia explica que va morir quan tenia 16 anys. Feia 1,60 m d'alçada, tenia el cabells pèl-rojos i arrissats i patia una deformitat greu al peu esquerre deguda a la pòlio. |
| Sitdjehuti           | s. XVI aC       | XVII       | dona | 1820             |        | El sarcòfag de Sitdjehuti es troba avui al Museu de Múnic. La seva màscara funerària està exposada al Museu Britànic. |
| Tiaa (princesa)      | s. XIV aC       | XVIII      | dona | 1857             | --     | La seva mòmia va ser traslladada durant la XXI dinastia a l'amagatall de Xeikh Abd el-Qurna, juntament amb les mòmies d'altres princeses reials: Amenemopet i Petepihu, que probablement eren les seves germanes; Nebetia, la seva neboda, i les princeses Tatau, Henutiunu, Meritptah, Sithori i Wiai. |
| Tiy                  | 1338 aC         | XVIII      | dona | 1898             |        | Va ser enterrada a Tell al-Amarna. La mòmia va ser trobada al dipòsit de mòmies de la tomba d'Amenofis II. La mòmia, malgrat haver estat malmesa pels saquejadors, encara conserva una llarga cabellera castanya. Al morir tenia una mica més de cinquanta anys, mesurava 1,45 m i el seu rostre mostra gran semblança amb el de la seva mare Tjuyu. |
| Tjuyu                | 1375 aC         | XVIII      | dona | 1905             |        | Dona de Yuya i mare de Tiy. La seva mòmia va ser trobada en un estat de conservació excepcional. Va ser enterrada amb Yuya a la tomba KV46 de la Vall dels Reis. |
| Tuthmosis II         | 1479 aC         | XVIII      | home | 1881             |        | Va morir quan tenia poc més de 30 anys. La seva tomba no s'ha identificat amb certesa; la seva mòmia fou trobada com d'altres a Deir al-Bari, al dipòsit reial de mòmies. La mòmia va ser malmesa pels saquejadorsː el braç esquerre estava trencat per l'espatlla i l'avantbraç separat de l'articulació del colze; el braç dret estava tallat per sota del colze. La seva paret abdominal anterior i bona part del pit havien estat oberts `possiblement amb una destral. A més, la cama dreta li havia estat separada del cos. |
| Tuthmosis III        | 1425 aC         | XVIII      | home | 1898             |        | Va ser enterrat a la tomba KV34 de la vall dels Reis. La tomba va ser descoberta per Victor Loret el 1898, però no hi havia la mòmia, ja que havia estat trobada abans, el 1881, al dipòsit de mòmies de Deir el-Bahari. La mòmia havia estat molt malmesa en pels saquejadors i els seus embolcalls havien estat tallats i esquinçats per la família Rassul, que havia descobert la tomba i el seu contingut només uns anys abans de l'arribada dels arqueòlegs. |
| Tuthmosis IV         | 1391 o 1388 aC  | XVIII      | home | 1898             |        | El van enterrar a la tomba KV43 de la vall dels Reis; tot i que posteriorment en van traslladar el cos a la tomba d'Amenofis II. Un examen realitzat per Grafton Elliot Smith va revelar que Tutmosis estava molt demacrat en el moment de la seva mort. La seva alçada era de 1.646 m (sense els peus). Els seus cabells, pentinats amb la ratlla al mig, tenen uns 16 cm de llarg i són color marró vermellós. Té les orelles perforades. Va morir que tenia entre 25 i 28 anys. |
| Tutankamon           | 1323 aC         | XVIII      | home | 1922             |        | Va ser enterrat a la tomba KV62 de la Vall dels Reis. Patia la síndrome de Marfan i la de Klinefelter i la malaltia de Kohler. A més va haver de conviure amb múltiples deformitats com la que tenia al peu esquerra que li probocava una forta coixesa. |
| Yuya                 | 1378 aC (aprox) | XVIII      | home | 1905             |        | Marit de Tjuyu i pare de Tiy. La seva mòmia va ser trobada en un estat de conservació excepcional. Va ser enterrat amb Tjuyu a la tomba KV46 de la Vall dels Reis. |
| Webensenu            | --              | XVIII      | home | 1898             |        | Era fill del faraó Amenofis II. Va morir de nen, al voltant de 10 anys, i va ser enterrat a la tomba del seu pare, KV35, on es van trobar els seus pots de canopic i uixebtis. |
| Xeixonq II           | 889 aC          | XXII       | home | 1939             |        | El seu darrer lloc de descans va ser descobert dins d'una avantecambra de la tomba de Psusennes I a Tanis per Pierre Montet. Es tractava d'un reenterrament Els científics van trobat proves del creixement de les plantes a la base del taüt de Xeixonq II, la qual cosa suggereix que la tomba original de Xeixonq II s'havia inundat d'aigua. L'examen mèdic del Dr. Derry a la mòmia de Xeixonq II revela que el va morir com a resultat d'una infecció sèptica massiva per una ferida al cap. |

## Mòmies amb identificació discutida
Les entrades següents són mòmies la identitat de les quals estan avui en disputa. Amb l'avenç de la tecnologia s'ha aconseguit reduir el nombre de mòmies sense identificar. Mai es podran identificar adequadament les mòmies perdudes o destruïdes.
| Nom                            | Any de la mort      | Dinastia   | Sexe | Any descobriment | Imatge | Comentari |
| ------------------------------ | ------------------- | ---------- | ---- | ---------------- | ------ | --- |
| Akhenaton                      | 1335 aC             | XVIII      | home | 1907             |        | La identitat d'aquestes restes continuen sent incertes. Les tomografies fetes el 2010 suggereixen fortament que la mòmia pot ser el faraó Semenkhare. |
| Amosis-Nefertari               | 1495 aC             | XVIII      | dona | 1881             |        | La mòmia va ser retirada de la seva tomba original a finals del Nou Regne i traslladada a l'amagatall de Deir al-Bari, la tomba anomenada TT320. Emile Brugsch va desembolicar-la el 1885 i no tenia marques d'identificació. Quan van trobar la mòmia feia tan mala olor que la van tornar a enterrar als terrenys del museu al Caire fins que en va disminuir la pudor. El cos també s'havia malmès a l'antiguitat i li faltava la mà dreta. Tenia 70 anys quan va morir. |
| Amosis Sapair                  | s. XVI aC           | XVIII      | home | 1881             |        | El 1881, es va trobar la momia d'un nen de 5-6 anys a l'amagatall de Deir al-Bari i es va estipular que era el cos d'Amosis Sipair. Tanmateix el príncep Amosis Sipair apareix a totes les representacions com un adult, per la qual cosa aquesta mòmia infantil no pot ser seva. |
| Ankhesenamon                   | 1322 aC             | XVIII      | dona | 1817             | --     | Es creu que era Ankhesenamun, perquè és la mare dels dos fetus trobats a la tomba de Tutankhamon. També es coneix com a mòmia KV21A per la tomba on va ser descoberta. |
| Khaemwaset                     | 1155/1149 a.C       | XX         | home | 1903             |        | Va ser enterrat a la tomba QV44 de la Vall de les Reines. El sarcòfag i la probable mòmia es troben al Museu Egipci de Torí. |
| Mayet                          | 2010 aC             | XI         | dona | 1921             | --     | No està clara la posició de Mayet dins de la família reial de Mentuhotep II. Generalment se la considera filla del rei. Tenia uns cinc anys quan va morir. |
| Nefertiti, Nebetah o Beketaton | 1330 aC (Nefertiti) | XVIII      | dona | 1898             |        | Les dues proves d'ADN practicades a aquesta mòmia (batejada "la dama jove" pels arqueòlegs) han donat com a resultat tres identitats diferents. Les primeres especulacions eren que la mòmia pertanyia a la reina Nefertiti, sense que les proves d'ADN hagin aportat resultats conclusius. Les proves d'ADN publicades el 2010 la van revelar com a filla del faraó Amenofis III i de la seva dona principal Tiy, i com a mare de Tutankamon. Aquest informe de l'ADN va concloure que la mòmia pertany probablement a Beketaton o Nebetah, però de nou no es va poder aportar cap prova concloent. La mòmia va ser malmesa pels saquejadors que van obrir-li nombrosos forats. |
| Setnakhte                      | 1186 aC             | XX         | home | 1898             |        | La presumpta mòmia de Setnakhte mai no s'ha identificat amb certesa, tot i que la denominada "mòmia del bot" trobada a la tomba KV35 se li ha atribuït. Aquesta identificació l'ha rebutjada Aidan Dodson que considera aquest cos com les restes d'algun membre de la família reial d'Amenofis II de la XVIII dinastia. En qualsevol cas, la momia va ser destruïda per saquejadors el 1901, impedint així qualsevol anàlisi sobre ella. |
| Tetisheri                      | 1540 aC             | XVII/XVIII | dona | 1881             | --     | Encara no s'ha identificat cap tomba amb la reina Tetisheri, tot i que una mòmia que pot ser seva va ser inclosa entre altres membres de la família reial que van ser enterrats a l'amagatall reial. |
| Tuthmosis I                    | 1493 aC             | XVIII      | home | 1881             |        | L'egiptòleg Gaston Maspero va pensar que es tractava de la momia de Tutmosis I en gran manera per la seva semblança amb les mòmies de Tutmosis II i Tutmosis III. El 2007, però, la doctor Zahi Hawass va anunciar que la mòmia era la d'un home de trenta anys que havia mort a causa d'una ferida de fletxa al pit. Per la jove edat de la mòmia i la raó de la mort, es va determinar que probablement la mòmia no pertanyia a Tutmosis I. |